# Mount Hope, Kansas
Mount Hope là một thành phố thuộc quận Sedgwick, tiểu bang Kansas, Hoa Kỳ. Năm 2020, dân số của xã này là 806 người.

## Dân số
Dân số các năm:
- Năm 2000: 830 người
- Năm 2010: 813 người
- Năm 2020: 806 người